# Namibiana labialis
Espèce
Synonymes
- Glauconia labialis Sternfeld, 1908
- Leptotyphlops labialis (Sternfeld, 1908)

Namibiana labialis est une espèce de serpents de la famille des Leptotyphlopidae.

## Répartition
Cette espèce se rencontre en Angola et en Namibie.

## Description
L'holotype de Namibiana labialis mesure 17 cm.

## Publication originale
- Sternfeld, 1908 : Neue und ungenügend bekannte afrikanische Schlangen. Sitzungsberichte der Gesellschaft Naturforschender Freunde zu Berlin, vol. 4, p. 92-95 (texte intégral).